# Pterostylis viriosa
Pterostylis viriosa är en orkidéart som först beskrevs av David Lloyd Jones, och fick sitt nu gällande namn av Robert J. Bates. Pterostylis viriosa ingår i släktet Pterostylis och familjen orkidéer.
Artens utbredningsområde är Sydaustralien. Inga underarter finns listade i Catalogue of Life.